# 三山線
三山線（日语：／）是一條曾經連接山形縣寒河江市羽前高松站至西村山郡西川町間澤站之間，由山形交通營運的鐵路線。原本該線是一條三山電氣鐵道的路線，後來經過公司合併後，成為其中一條山形交通的路線。在1974年，整條線被廢除。

## 路線數據
- 路線距離（營業距離）：羽前高松 - 間澤 11.4公里
- 軌距：1067毫米
- 車站數目：10座（包含起終點站）
- 雙線區間：沒有（全線單線）
- 電氣化區間：全線（直流600V）
- 閉塞方式：電氣路籤閉塞

## 歷史
為了運送前往出羽三山的參拜客，以及運送來自永松、幸生、高旭、見立和小山等礦山的物資。於1926年（大正15年）12月23日成立三山電氣鐵道。並且從鐵道省線左澤線羽前高松站開始，開設連接至海味站，全長8.8公里的鐵路線。在1928年（昭和3年）9月17日，路線從海味站延伸至間澤站。
由於沿線都是在寒河江川水系旁並行，因此沿線途經白岩發電廠、沼山發電廠等水力發電廠。公司擁有豐富的電力資源作為後盾，使三山電氣鐵道在營運當初十分順利，並且據說已經研究把鐵路線延伸至鶴岡。在1936年（昭和11年），公司收購了於前年已廢除軌道線的谷地軌道巴士路線。並開設巴士服務連接神町至谷地之間。公司在沿線上也積極開發觀光資源，於間澤、海味、上野各地開設滑雪場以吸引遊客。在間澤舉行了菊花節。在菊花節舉行期間的星期日等日子，列車上擁滿了乘客。而大部分乘客都是當地的通勤和上學乘客，但是也有許多出羽三山的參拜客乘坐此鐵路。
在1943年（昭和18年）10月1日，當時進行戰時整合。三山電氣鐵道與高畠鐵道（高畠線）、尾花澤鐵道（尾花澤線）和山形縣內陸地域各巴士公司合併（實際是各公司合併至三山電氣鐵道）。合併後的公司名改為山形交通。原本的鐵路線定名為三山線。
後來，上述提及的礦山相繼關閉。在1960年代起，由於機動化的發展使路線業績開始惡化。在1974年（昭和49年）11月18日，羽前高松站至間澤站之間全長11.4公里的路線被廢除。
廢線後，路線遺址變成了單車徑、車道與農道。大部分路段還存在。在初期，客車MoHa103還靜態保存在月山的酒藏資料館外邊。另外在月山的酒藏資料館內，還有一個角落，免費展出三山線的資料，該處展示了當時的相片和資料。另外在新田站遺址靠近羽前高松站一方設有「三山廣場」，該處設置了鐵橋的橋腳、相片和說明展板。

### 年表
- 1923年（大正12年）5月10日 - 批出鐵路許可狀（西村山郡高松村至同郡西山村之間）[3]。
- 1924年（大正13年）8月17日 - 三山電氣鐵道株式會社成立[4][5]
- 1926年（大正15年）12月23日 - 羽前高松至海味之間開業[6]。
- 1928年（昭和3年）
  - 3月22日 - 批出鐵路許可狀（西村山郡西山地內）[7]。
  - 9月17日 - 海味至間澤之間開業[8]。
- 1943年（昭和18年）10月1日 - 在2月率先改名為山形交通。三山電氣鐵道與高畠鐵道、尾花澤鐵道及最上郡村山地方、置賜地方的巴士公司收購合併。使山形鐵道擁有23.6公里長的鐵路線，698.8公里的巴士路線。
- 1974年（昭和49年）11月18日 - 羽前高松站至間澤站之間全長11.4公里的路線被廢除。15日是最後一天營業。在16日安排免費乘車會和舉行結業典禮[9]。
- 1975年（昭和50年）7月27日 - 為了轉讓MoHa111、112，便與貨物列車結併並從羽前高松站出發[10]。

## 運輸業積
| 年度 | 運送人次（人） | 貨運量（公噸） | 營業收入（日圓） | 營業支出（日圓） | 營業利潤（日圓） | 其他收入（日圓） | 其他支出（日圓）      | 支付利息（日圓） | 政府補貼（日圓） |
| ---- | -------------- | -------------- | ---------------- | ---------------- | ---------------- | ---------------- | --------------------- | ---------------- | ---------------- |
| 1927 | 107,911        | 6,312          | 26,802           | 25,037           | 1,765            |                  | 折舊2,911雜項損壞410  | 13,119           |                  |
| 1928 | 212,690        | 18,012         | 50,790           | 33,953           | 16,837           |                  |                       | 10,236           | 37,590           |
| 1929 | 255,175        | 23,572         | 67,875           | 50,579           | 17,296           |                  | 折舊1,033             | 26,221           | 43,049           |
| 1930 | 223,078        | 16,040         | 53,656           | 48,560           | 5,096            |                  | 雜項損壞10,238        | 18,310           | 51,135           |
| 1931 | 170,659        | 11,495         | 37,668           | 40,555           | ▲ 2,887          |                  | 雜項損壞59折舊16,000  | 14,973           | 51,198           |
| 1932 | 133,918        | 8,737          | 29,387           | 32,134           | ▲ 2,747          |                  | 折舊25,000汽車業2,598 | 11,324           | 42,667           |
| 1933 | 155,281        | 11,286         | 35,497           | 27,860           | 7,637            |                  | 折舊5,884汽車3,967    | 9,290            | 51,254           |
| 1934 | 185,331        | 13,149         | 43,308           | 38,003           | 5,305            |                  | 折舊2,227汽車18,608   | 6,477            | 51,405           |
| 1935 | 156,254        | 15,291         | 39,425           | 32,882           | 6,543            |                  | 汽車業9,907           | 5,182            | 51,405           |
| 1936 | 198,661        | 14,138         | 43,743           | 38,476           | 5,267            |                  | 汽車業9,074           | 3,606            | 51,405           |
| 1937 | 209,781        | 19,532         | 47,926           | 41,531           | 6,395            | 汽車業9,051      |                       | 2,187            |                  |
| 1939 | 298,678        | 19,930         |                  |                  |                  |                  |                       |                  |                  |
| 1941 | 467,318        | 30316          |                  |                  |                  |                  |                       |                  |                  |
| 1943 | 674,761        | 38,909         |                  |                  |                  |                  |                       |                  |                  |
| 1945 | 1,021,660      | 34,170         |                  |                  |                  |                  |                       |                  |                  |
| 1952 | 1,131,795      | 21,286         |                  |                  |                  |                  |                       |                  |                  |
| 1958 | 1,418千        | 26,106         |                  |                  |                  |                  |                       |                  |                  |
| 1963 | 1,753千        | 29,391         |                  |                  |                  |                  |                       |                  |                  |
| 1966 | 1,827千        | 27,828         |                  |                  |                  |                  |                       |                  |                  |
| 1970 | 916千          | 17,296         |                  |                  |                  |                  |                       |                  |                  |

- 資料取自各年度版《鐵道統計資料》、《鐵道統計》、《國有鐵道陸運統計》、《地方鐵道軌道統計年報》、《私鐵統計年報各年度版》

## 車輛

### 電動列車
MoHa100型MoHa101-103
在開業時引入新製的四輪兩軸車。102在1950年代後期退役。101和103變成工程車。101在間澤站被用作調度用車。103被掛上了「工事電車」的方向板，成為了牽引工程列車的車輛。103在月山的酒藏資料館被保存下來。
MoHa105型MoHa105（第一代）
前南海鐵道的KiHa1861（電2型）。在1937年轉讓。在晩年被用作駕駛拖車。約1965年被退役。
MoHa106型MoHa106
前名古屋鐵道的小型車輛。在1947年轉讓。在1956年進行車身翻新。在廢線後轉讓給蒲原鐵道，成為MoHa91。在1985年蒲原鐵道線部分區間廢除時被退役
MoHa107型MoHa107
前日本國有鐵道KuHa5540。前身是鶴見臨港鐵道MoHa100形，後來該列車被國鐵收購。在1955年轉讓。在1963年進行車身翻新

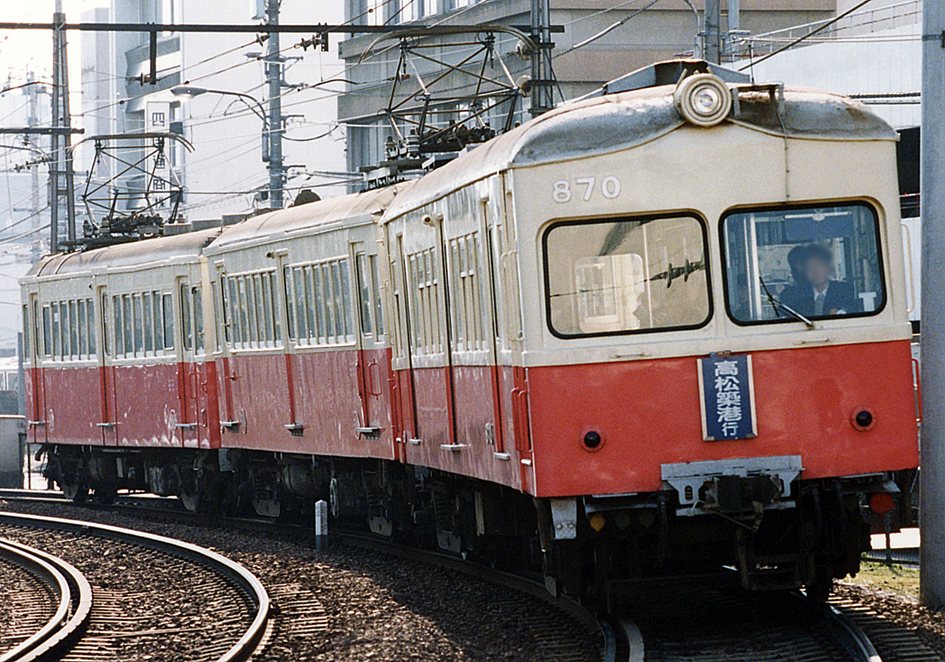
轉讓至高松琴平電氣鐵道後的860形870

MoHa110型MoHa111・112
前西武鐵道MoHa221形。在引入至線內前，列車於西武所澤車輛工場進行各個改裝工程。在1959年至1960年之間轉讓。在廢線後再轉讓給高松琴平電氣鐵道。詳細參見高松琴平電氣鐵道860形電動列車
MoHa105（第二代）、KuHa11
前西武KuHa1111形。在1964年轉讓。與高畠線的MoHa3和尾花澤線（→高畠線）的HaFu3 （第三代）屬同一系列車輛。當中2架在西武鐵道時代進行改裝，包括延長車身和變成三門化。105在晩年被用作駕駛拖車。
104型104
於1927年由雨宮製作所製造的拖卡，首架轉向架車。另外，104沒有型號代碼。
HaFu4（第二代）
前近江鐵道HaYu24。在1970年，尾花澤線廢線時轉入此線服役。直至三山線廢線時一直沒有服役。與高畠線的KuHa1屬同一系列車輛
HaFu11、12
在1917年（大正6年）由名古屋電車製作所製造，前佐久鐵道2、4。在1958年退役後，車輛變成了在寒河江市內，一間名為「電車Bar」的餐廳。

### 貨車
WaFu1型WaFu1
可負重8公噸的棚車守車。在1917年（大正6年）由天野工場製造，為前富岩鐵道Wa36
Wa50型Wa52、53、55
可負重10公噸的棚車。前鐵道省Wa1形。舊編號依順序為Wa403、Wa2709和Wa6672
Wa50型Wa54
可負重10公噸的棚車，車身使用鋼製。在1957年由協三工業製造。
To10型To11
可負重10公噸的敞車。在1926年由日本車輛製造
To10型To14
可負重10公噸的敞車。前鐵道省To16271
To300型To303、To304
敞車。To303在1917年由天野工場製造，為前富南鐵道To9。To304為前鐵道省To939

## 車站列表
- #的車站是設有列車交會設備（停車場）。在不能列車交會車站中，除了羽前高松和間澤外，其他車站均為停留場。
- 所在地的地點是在1926年開業時至1954年7月之間的資料。在1954年8月，高松村合併至寒河江市。同年10月，西山村合併至西川町。同年11月，白岩町編入至寒河江市。

| 中文站名  | 日文站名 | 英文站名       | 站間營業距離 | 累計營業距離 | 接續路線、備註             | 所在地         | 所在地                    |
| --------- | -------- | -------------- | ------------ | ------------ | -------------------------- | -------------- | ------------------------- |
| 羽前高松  |          | Uzen-Takamatsu | -            | 0.0          | 日本國有鐵道：左澤線       | 山形縣西村山郡 | 高松村 （現時：寒河江市） |
| 新田      |          | Shinden        | 1.5          | 1.5          |                            | 山形縣西村山郡 | 高松村 （現時：寒河江市） |
| 白岩#     |          | Shiraiwa       | 0.8          | 2.3          |                            | 山形縣西村山郡 | 白岩町 （現時：寒河江市） |
| 上野      |          | Uwano          | 2.1          | 4.4          |                            | 山形縣西村山郡 | 白岩町 （現時：寒河江市） |
| 羽前宮內# |          | Uzen-Miyauchi  | 0.9          | 5.3          |                            | 山形縣西村山郡 | 白岩町 （現時：寒河江市） |
| 石田      |          | Ishida         | 1.3          | 6.6          |                            | 山形縣西村山郡 | 西山村 （現時：西川町）   |
| 睦合      |          | Mutsuai        | 1.1          | 7.7          |                            | 山形縣西村山郡 | 西山村 （現時：西川町）   |
| 海味#     |          | Kaishū         | 1.1          | 8.8          |                            | 山形縣西村山郡 | 西山村 （現時：西川町）   |
| 西海味    |          | Nishi-Kaishū   | 0.9          | 9.7          |                            | 山形縣西村山郡 | 西山村 （現時：西川町）   |
| 間澤      |          | Mazawa         | 1.7          | 11.4         | 站內設有車廠（三山電車庫） | 山形縣西村山郡 | 西山村 （現時：西川町）   |

## 注腳
1. 1 2 3 4 5 6  《地方鉄道及軌道一覧. 昭和15年11月1日現在》（國立國會圖書館數碼化收藏）
2. ↑  《全国乗合自動車総覧》（國立國會圖書館數碼化收藏）
3. ↑  「鉄道免許状下付」《官報》1923年5月12日（國立國會圖書館數碼化收藏）
4. ↑  《日本全国諸会社役員録. 第34回》（國立國會圖書館數碼化收藏）
5. ↑  《地方鉄道及軌道一覧 昭和10年4月1日現在》（國立國會圖書館數碼化收藏）
6. ↑  「地方鉄道運輸開始」《官報》1927年1月8日（國立國會圖書館數碼化收藏）
7. ↑  「鉄道免許状下付」《官報》1928年3月26日（國立國會圖書館數碼化收藏）
8. ↑  「地方鉄道運輸開始」《官報》1928年9月22日（國立國會圖書館數碼化收藏）
9. ↑  《山形交通三山線》23頁
10. ↑  昭和50年7月29日讀賣新聞山形

## 外部連結
- 減速進行，存于